# Fàbrica de xarops i orxates Tarragó i Bohigas
La fàbrica de xarops i orxates Tarragó i Bohigas va ser un negoci del Raval de Barcelona, actualment desaparegut.

## Història
Al darrer quart del segle xix, Domènec Tarragó i Soler, natural de Vilalba dels Arcs, tenia un establiment de sucre perlat, xarops refrescants, orxates i altres articles de confiteria al carrer de la Cendra, 26. La seva filla Mercè es va casar amb Joan Bohigas i Andreu, natural de Sant Feliu Sasserra, que regentava una botiga de pastes de sopa i ultramarins al carrer de Sant Pere Mitjà, 17. El 1885, Tarragó va encarregar al mestre d'obres Josep Torres i Ferran una casa de planta baixa i dos pisos al núm. 34 del mateix carrer, que a més d'acollir el negoci familiar, seria el domicili de la parella, que el 1886 van ser pares del nadó Pere Bohigas i Tarragó. El 1889, Bohigas va fer construir una casa-fàbrica de planta baixa i pis a la finca veïna del carrer de la Riera Alta, 61 (antic 27), projectada pel mestre d'obres Isidre Reventós i Amiguet i que seria la nova seu del negoci Tarragó i Bohigas.
El 1891, Bohigas va registrar la patent d'un succedani del cafè que es deia «cafè New York», i cap al 1893, va quedar en solitari al capdavant del negoci, que s'anunciava així a la guia Barcelona en la mano de Josep Roca i Roca (1895): Gran fábrica de azucar candi jarabes y horchatas refrescantes de Juan Bohigas fundada en 1841. Elaboración de pastillas de goma, grajeas y almendras. Agua de azúcar simple y compuesta. Pastelería y completo y abundante surtido de comestibles; salchichón de San Felio Saserra, quesos, mantecas, etc., etc. Torrefacción diaria de café por un procedimiento especial que conserva todo el aroma del mismo. Se expende al por mayor y menor. Calle Riera Alta, núm. 61 Barcelona El 1894, Tarragó va obrir la fàbrica de xarops Tarragó i López al carrer del Roser, 39, de la que no es tenen notícies més enllà del 1896.
El 1897, Bohigas va demanar permís per a instal·lar un forn de pa al núm. 4 del carrer de Pelai, i el 1898, va encarregar al mateix Reventós la reforma de la casa-fàbrica de la Riera Alta per a transformar-la en un edifici d'habitatges de planta baixa i cinc pisos, traspassant el negoci de confiteria, drogueria i ultramarins a Josep Vilardell. La producció d'orxata es va traslladar al nou establiment, on el 1900 Mercè Tarragó va demanar permís per a repintar-ne el rètol, i el 1901, Bohigas va demanar permís per a instal·lar-hi un motor elèctric. Uns anys després, cap al 1904, va passar a mans d'Alfons Vilarasau, que regentava la Pasteria Inglesa al núm. 6 bis, especialitzada en dinars.